# مرزام
مرزام (الجمع: مَرَازم) أو مَثعَب (الجمع: مَثَاعِب) أو المِيزاب (الجمع: مَزَارِيب) هو قناة أو ماسورة لتصريف الماء من أسطح الدُّور أو المواضع العالية، فينسكب على الأرض بعيدًا عن جدرانها. وتصنع من الحديد أو الخشب (خشب الاثل)، و تستخدم لغرض تصريف مياه الأمطار من أسطح المنازل وغالبًا ما يكون على شكل دائري من الجوانب، وبطول متر تقريبًا وبعض أسطح المنازل ذات مساحة كبيرة نرى وضع مثاعب متجاورة لها نظرًا لكثرة كمية مياه الأمطار المتساقطة على تلك الأسطح ويسمى كذلك (مرزام).